# Buddhistische Tempel in Korea

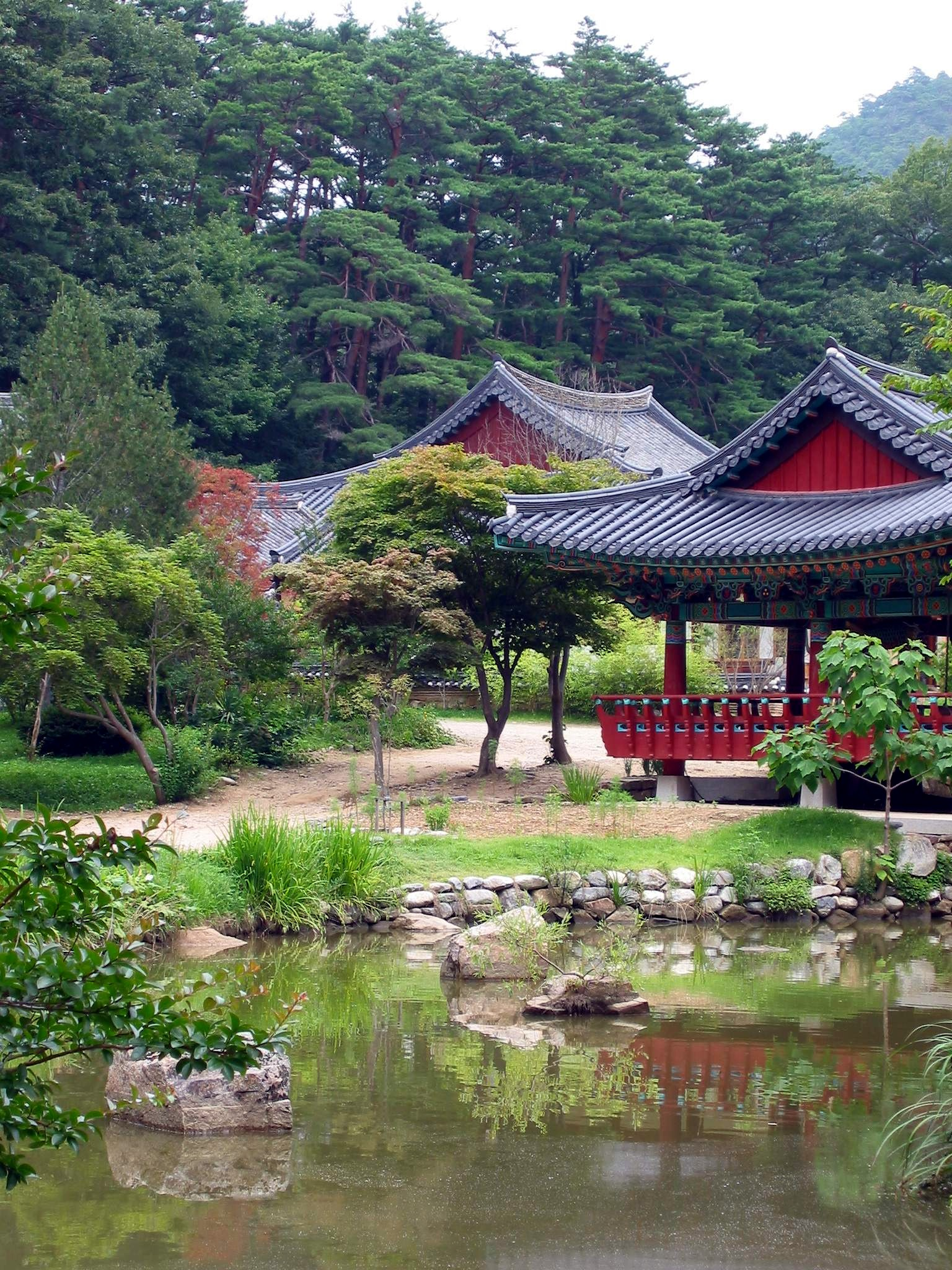
Der Buryeongsa-Tempel

Bei allen Unterschieden, die buddhistische Tempel aufweisen, gibt es doch immer wiederkehrende Gemeinsamkeiten in Philosophie, Symbolik und Gestaltung. Dieser Artikel behandelt Aufbau, Symbolik und Bezeichnungen, speziell in Korea.
Die Symbolik wird in ähnlicher Form auch in anderen Ländern Ostasiens verwendet, allerdings dann oft mit Bezeichnungen in der jeweiligen Landessprache.
Im Buddhismus bilden Buddha (불 Bul, Lehrer), Dharma (달마 Dalma, Lehre) und Sangha (승가 Songga, Gemeinschaft der buddhistischen Mönche, Gemeinde) die Drei Juwelen, werden also als untrennbar zusammengehörig betrachtet. Eine Tempelanlage ist deshalb fast immer auch ein Kloster und umfasst demzufolge neben sakralen Gebäuden und Symbolen auch Schlaf- und Wirtschaftsräume der Nonnen oder Mönche.
2005 gab es insgesamt 907 buddhistische Tempel in Südkorea. Fast alle Tempel gehören zur Seon-Strömung des Buddhismus.

## Zugehörigkeit
Von den 907 Tempeln 2005 gehörten zur jeweiligen Schule:
| Buddhistische Schule | Anzahl (%) |
| Jogye (조계종)       | 735 (81 %) |
| Taego (태고종)       | 102 (11 %) |
| Beophwa (법화종)     | 22 (2 %)   |
| Zen (선학원)         | 16 (2 %)   |
| Wonhyo (원효종)      | 5 (1 %)    |
| Sonstige             | 27 (3 %)   |

Zumindest Jogye, Taego und Zen sind auf jeden Fall Seon-Schulen.

## Aufbau und Symbolik buddhistischer Tempel in Korea

### Geungnakgyo – Brücke zum Tempel

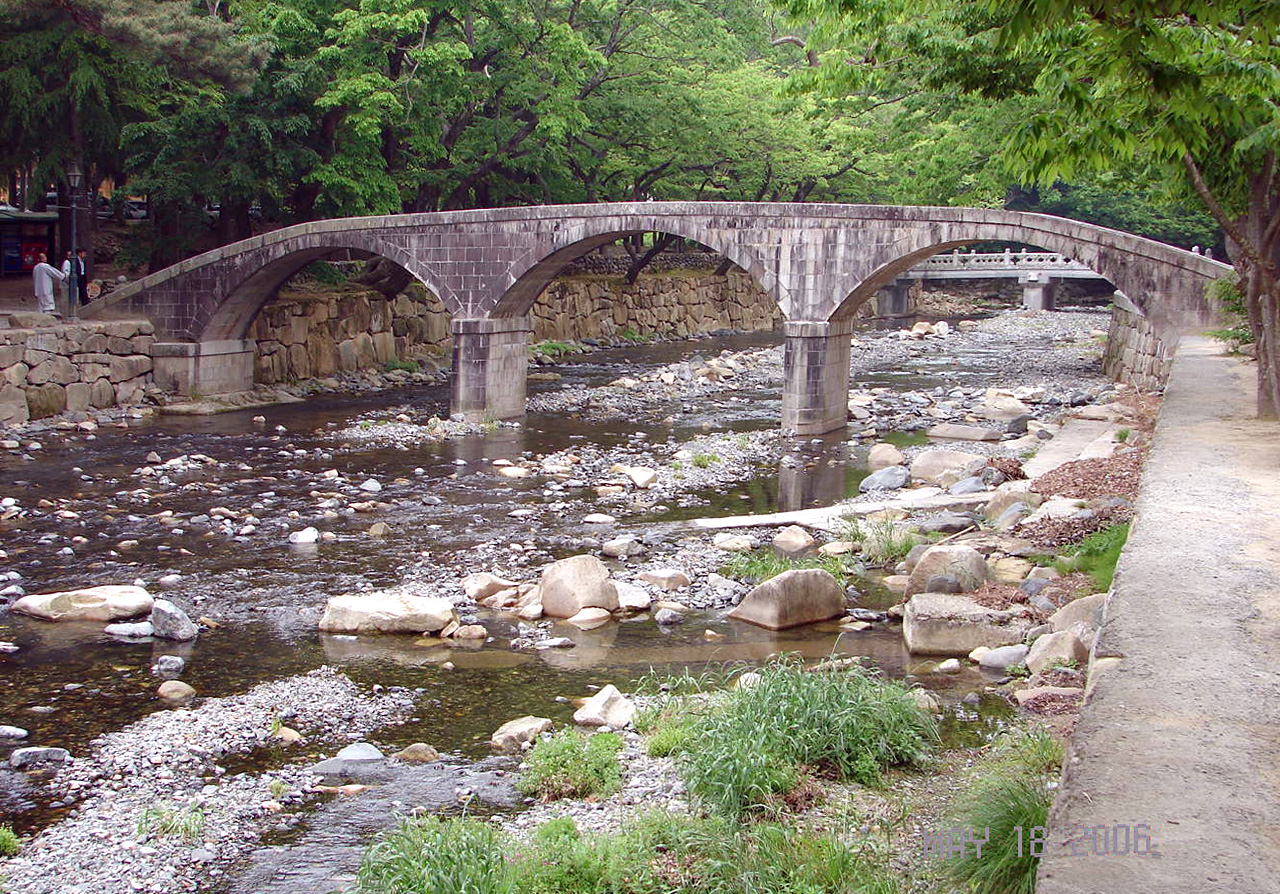
Samseongbanwol Der Weg zu einem buddhistischen Tempel führt über eine Brücke

Geungnakgyo (극락교) bezeichnet eine Brücke und bedeutet so viel wie Nirwana-Brücke.
Wegen der in einem Tempel lebenden Mönche kann ein Tempel immer nur dort gebaut werden, wo es Trinkwasser in ausreichender Menge und Qualität gibt. Eine ergiebige Quelle oder ein sauberer Bach sind deshalb Voraussetzung.
Der Weg zu einem Tempel führt immer als Erstes über eine Brücke, die einen solchen Bach überquert. Wie die nachfolgenden Tore auch ist die Brücke ein Symbol dafür, die säkulare Welt hinter sich zu lassen und in eine spirituelle Welt zu gelangen.

### Hamabi – Nicht hoch zu Ross
Hamabi (하마비) bezeichnet einen Stein mit einer Inschrift, die dazu auffordert, vom Pferd abzusteigen. Der Stein steht in unmittelbarer Nähe vor dem ersten Tor Iljumun.
Ein Pferd war in früheren Zeiten ein Symbol für gesellschaftlichen Status. Die Aufforderung, vom Pferd abzusteigen, ist also gleichsam die Aufforderung, seine Privilegien aufzugeben und allen Menschen mit gleichem Respekt zu begegnen.

### Die Tore
Auf dem Weg zu einem Kloster oder Tempel durchreitet man meist drei, zuweilen vier Tore, von denen jedes eine symbolische Bedeutung hat:

#### Iljumun – Ein-Pfeiler-Tor

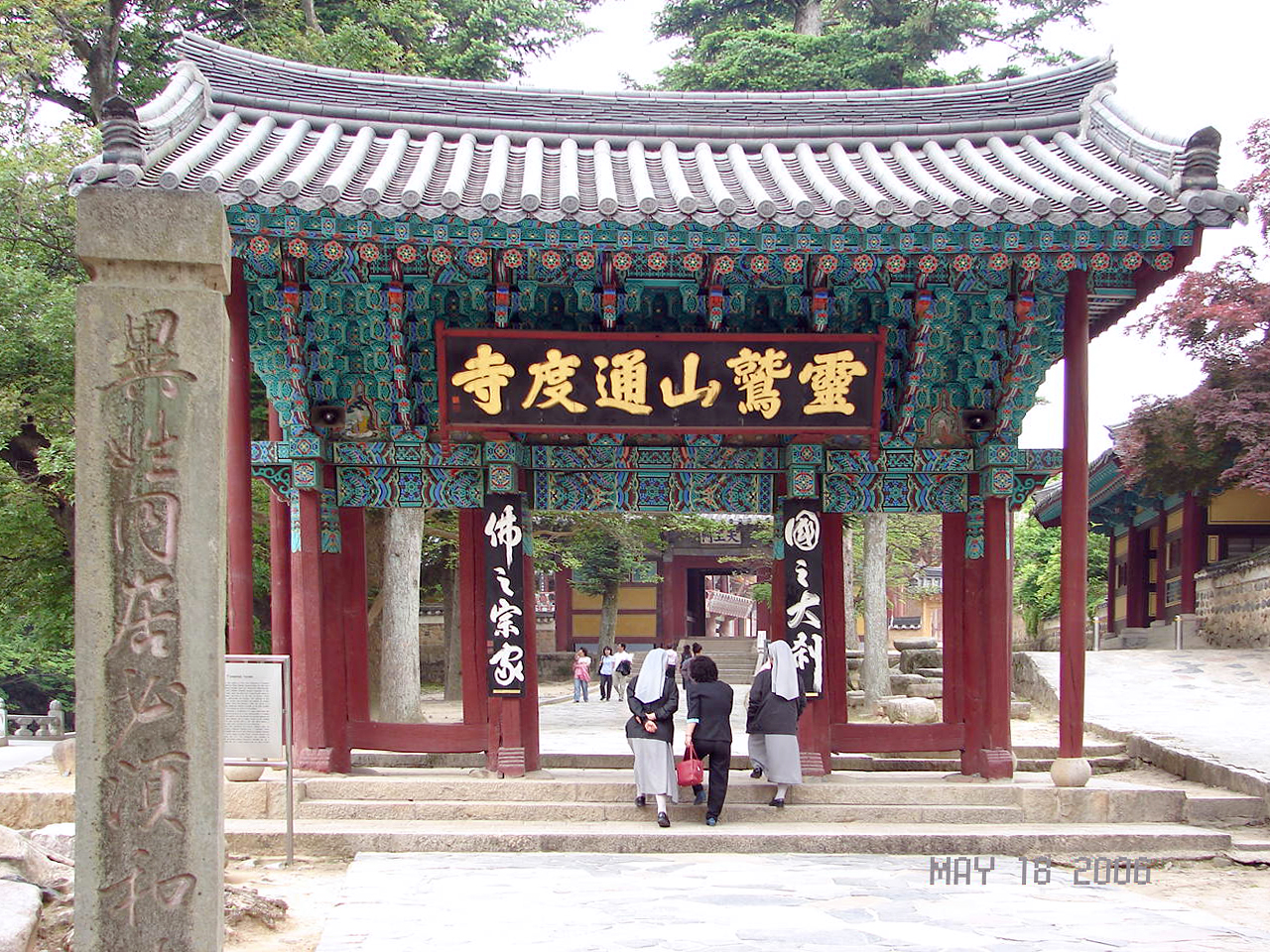
Iljumun – Das Ein-Pfeiler-Tor hat zwar mehr als zwei Pfeiler, aber sie stehen immer in einer Reihe, um eine klare Grenze zu markieren zwischen der materiellen und der spirituellen Welt

Iljumun (일주문) heißt so viel wie Ein-Pfeiler-Tor. Es ist das erste Tor auf dem Weg zu einem Tempel.
Wenn man von der Seite schaut, scheint das Tor nur einen Pfeiler zu haben. Es symbolisiert die klare Trennung zwischen dem Weltlichen und dem Spirituellen und den einen Weg zu Klarheit und Weisheit (Erwachen, Erleuchtung).

#### Geumgangmun – Anfang und Ende
Geumgangmun (금강문) ist ein Tor, das nicht immer vorhanden ist. Sofern vorhanden, zeigt es Bilder von zwei Wächtern, Geumgangyeoksa genannt. Der erste heißt Narayeon (나라연) und wird mit offenem Mund dargestellt, so als wenn er schreit. Im Volksmund wird er deshalb oft auch Ah genannt. Es heißt, er sei so stark wie hundert Elefanten. Der andere Wächter heißt Miljeok (밀적), er hat den Mund geschlossen und wird im Volksmund deshalb auch Heum genannt. Er ist der Bewahrer der Lehren Buddhas. Ah gilt als der Ton, mit dem das Universum beginnt, Heum als der Ton, mit dem es endet. Zusammen bilden die beiden Laute das Om, die umfassende Einheit, die aus Anfang und Ende des Universums gebildet wird.

#### Sawangchon – Wächter der vier Winde

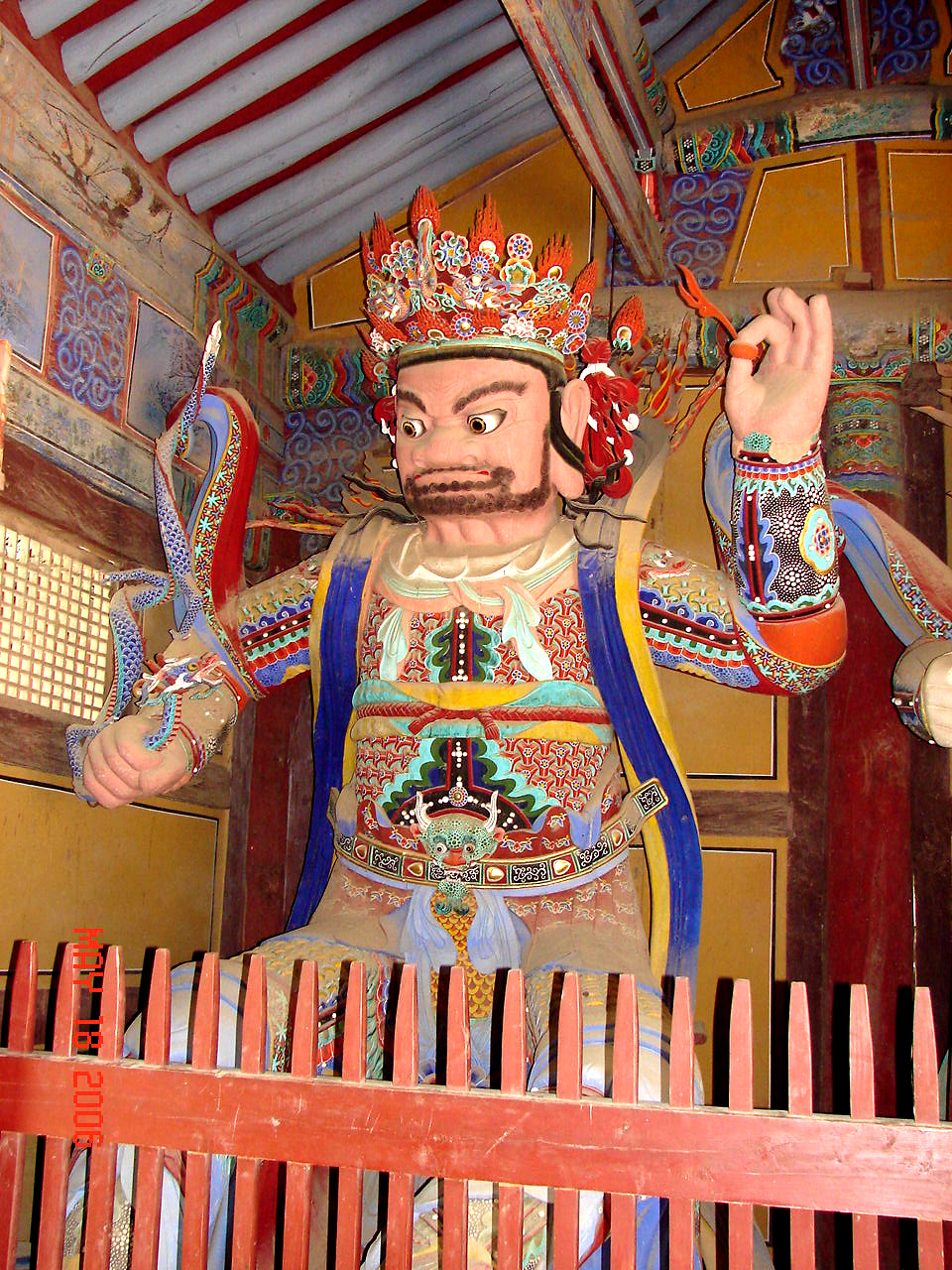
Einer der Wächter der vier Winde: Gwangmok-cheonwang – Wächter des Westens, im
Sawangchon von Tongdosa

Sawangchon (사왕천) heißt so viel wie Tor der Wächter der vier Himmelsrichtungen. Es ist eins der mittleren Tore und als Tor-Haus ausgestaltet. Im Inneren des Tor-Hauses gibt es vier grimmig dreinschauende Gestalten von imposanter Größe, mit Spießen und Schwertern bewaffnet, die allerlei gefährliches Getier zerquetschen oder aufspießen. Für jede der vier Himmelsrichtungen ist ein Wächter zuständig. Das Tor mit seinen Wächtern symbolisiert, dass man nur in friedlicher Absicht das Tor durchschreiten soll und innerhalb des Tempels vor Unbill geschützt ist. Die vier Wächter gelten als die Beschützer der Welt und bekämpfen das Böse. Jeder der vier gebietet über Legion von übernatürlichen Geschöpfen, um das Dharma (das Gesetz, die Gesetzmäßigkeit) zu schützen.
Die vier Wächter sind:
- Damun-cheonwang (다문천왕) – Norden
- Jeungjang-cheonwang (증장천왕) – Süden
- Jiguk-cheonwang (지국천왕) – Osten
- Gwangmok-cheonwang (광목천왕) – Westen

#### Burimun – Tor des Nicht-Urteilens

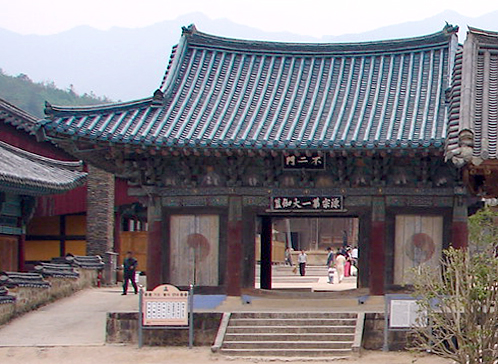
Burimun, das Tor des Nicht-Urteilens – Kulturgut Nr. 252 der Provinz von Süd-Gyeongsang

Burimun oder Purimun (불이문) ist das letzte Tor auf dem Weg in den Tempel. Es ist das Tor des Nicht-Urteilens, des Nicht-Unterschieds oder der Nicht-Dualität. Jenseits dieses Tores soll nicht geurteilt werden zwischen einem Buddha (Weisen, Erleuchteten) und einem normalen Menschen, nicht zwischen Gut und Böse und nicht zwischen Fülle und Leere.
Oft hat das Burimun-Tor einen hohen Schwellenbalken, eine steile Treppe oder ist so niedrig, dass man nur gebückt hindurchkommt. Dies soll verhindern, einfach gedankenlos hindurch zu schlendern. Es soll daran erinnern, sich nicht über andere zu erheben, sondern jedem mit Bescheidenheit und Respekt zu begegnen und sich nicht mit einer vorgefassten Meinung vor neuen Einsichten zu verschließen.

### Beomjonggak – Glockenpavillon
Beomjonggak (범종각) ist der Glockenpavillon. Er enthält die folgenden vier Kultgegenstände:

#### Beomjong – Glocke
Beomjong (범종) ist die Glocke. Ihr Klöppel hängt jedoch nicht innerhalb der Glocke, wie im Westen gewohnt, sondern besteht aus einem Stück Baumstamm, der an zwei Ketten neben der Glocke hängt und gegen die Glocke geschwungen wird, eher wie bei einem Gong.
Die Glocke wird morgens 28-mal geschlagen und am Abend 33-mal.

#### Beopgo – Trommel der Lehre
Beopgo ist die Trommel der Lehre. Eine riesige Fasstrommel, die auf einer Seite mit dem Fell einer Kuh, auf der anderen Seite mit dem Fell eines Stieres bespannt ist, um die Balance zwischen Um und Yang zu wahren.

#### Unpan – Wolkenplatte
Unpan ist die Wolkenplatte. Eine Metallplatte in Wolkenform. Sie ist allen Lebewesen der Luft gewidmet sowie umherirrenden Seelen.

#### Mogeo – Holzfisch
Mogeo ist ein Holzfisch. Er ist innen hohl und nach unten offen, um so einen Resonanzkörper zu bilden. Angeschlagen wird er mit Holzstäben gegen die Innenseite dieser Öffnung. Er ist allen Lebewesen gewidmet, die im Wasser leben.

#### Bildergalerie zu Beomjonggak

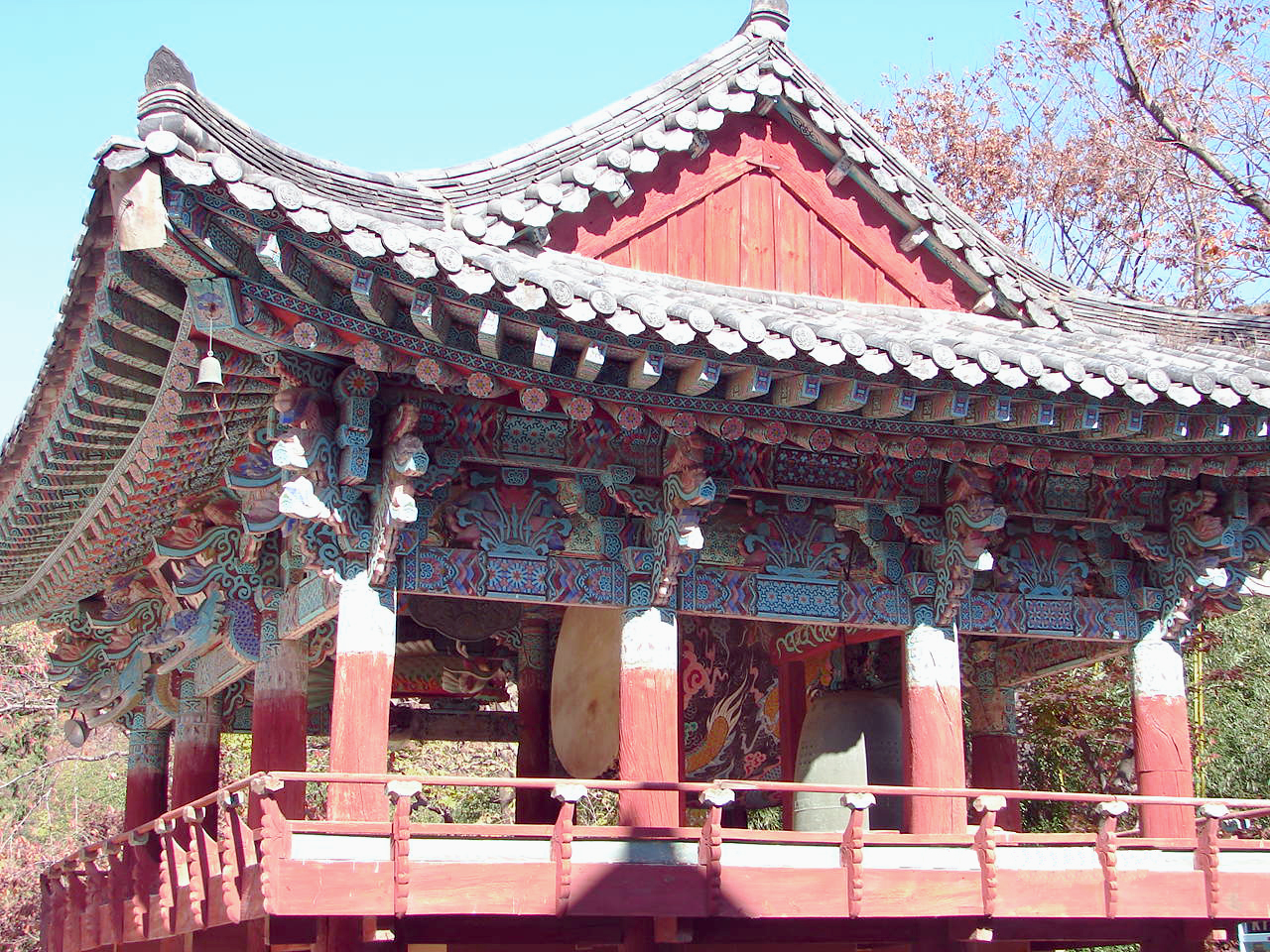
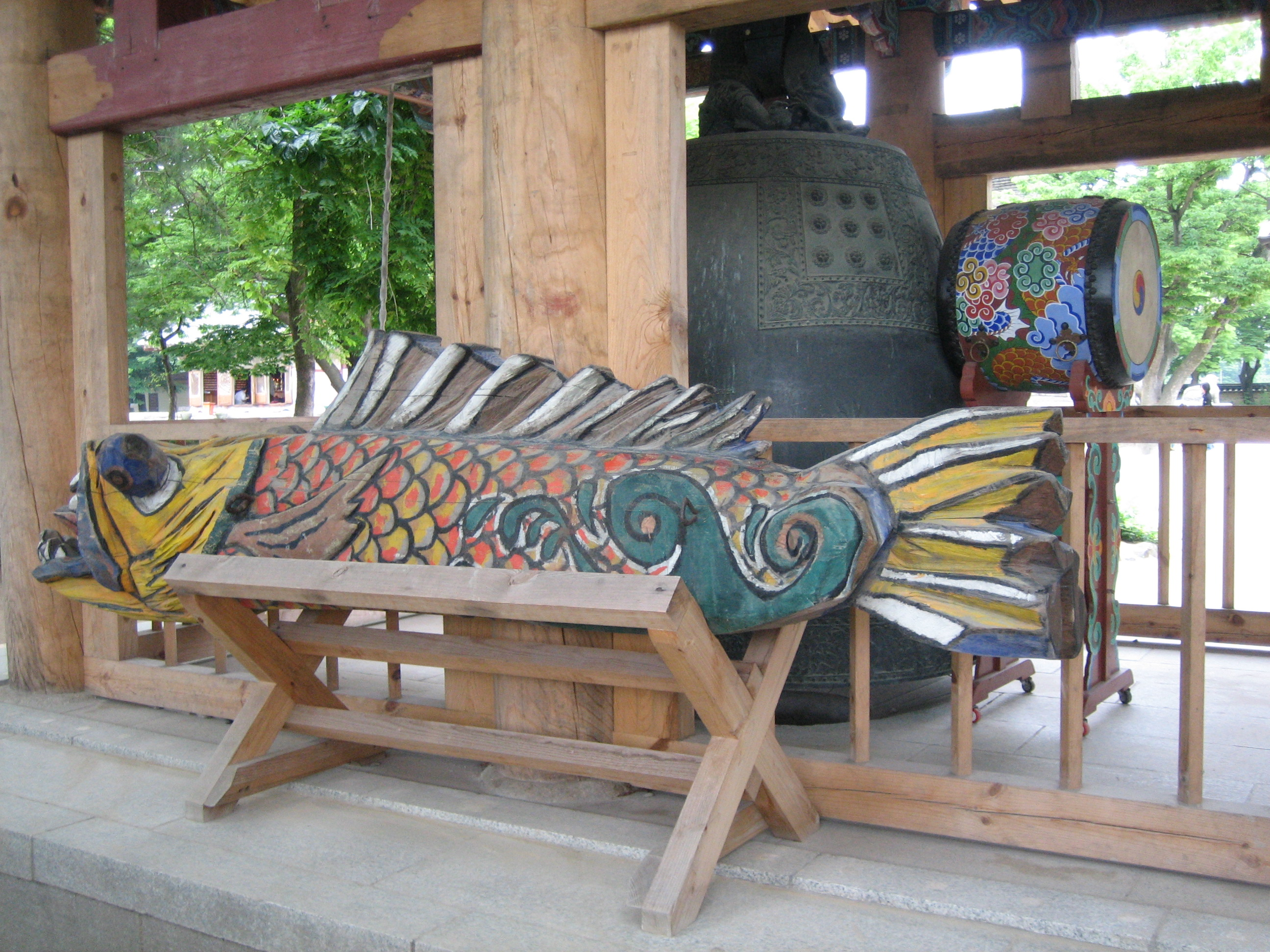
Glockenpavillon Beomjonggak mit Glocke Beomjong, Trommel Beopgo und Hölzernem Fisch Mogeo

### Gebäude
Buddha ist nach buddhistischer Vorstellung keine bestimmte Person, sondern jeder kann Buddha werden.
So gibt es eine Vielzahl unterschiedlicher Buddhas, die verehrt werden. Teilweise sind es historische Personen, denen die Buddhaschaft zugeschrieben wird, es gibt aber auch transzendente Buddhas, die eine bestimmte Idee verkörpern, ohne dass es eine historische reale Person gibt, der sie zugeschrieben werden.
Innerhalb eines Tempelgeländes gibt es meist eine Vielzahl von Gebäuden, die unterschiedlichen Buddhas gewidmet sind und dementsprechend benannt sind, es sind aber nie alle dieser Gebäude in einem Kloster zu finden.
Hinter dem Glockenpavillon öffnet sich meist ein weitläufiger Platz, oft mit einer oder zwei dominierenden Pagoden. Auf der gegenüberliegenden Seite befindet sich die Buddhahalle Geumdang.

#### Geumdang – Buddhahalle
Geumdang (금당) ist die Buddhahalle, wörtlich eigentlich Goldhalle. Sie ist das höchste Gebäude der Tempel-Anlage und steht auf einem hohen Steinsockel, aus hellem Stein, damit dieser Sockel möglichst viel Licht in die Halle reflektieren kann. Die Halle enthält auf einem Altar eine zentrale Buddhafigur, oft flankiert von etwas kleineren Buddhafiguren, die den Buddha auf der linken Seite als Kind und Jugendlichen darstellen, auf der rechten Seite als älteren Mann und als Greis. Die zentrale größere Statue zeigt den Buddha in mittleren Jahren.
Wenn das Kloster Körper-Reliquien des Buddhas beherbergt, dann gibt es keine zusätzliche Buddhafigur.

#### Weitere mögliche Gebäude und deren Benennungen
- Jeongmyeolbogung (적멸보궁) – Gebäude, welches Reliquien des historischen Buddha Shakyamuni enthält
- Daeungjeon (대웅전) – ist ebenfalls Buddha Shakyamuni gewidmet, allerdings ohne Reliquien. Der Name bedeutet so viel wie „großer heldenhafter Mann“
- Daejeokgwangjeon (대적광전) – dient der Verehrung von Buddha Birojana (비로자나), er ist der Meister der Lehre
- Geungnakjeon (극락전) – dient der Verehrung von Buddha Amitabha,  ein transzendenter Buddha. Sein Name stammt aus dem Sanskrit und bedeutet unendliches Leben. Es ist der Buddha, von dem Buddhisten glauben, dass er die Sterbenden begleitet
- Yaksajeon (약사전) –  Medizinbuddha Yaksa
- Mireukjeon (미륵전) –  Buddha der Zukunft,  Mireuk bedeutet Mitgefühl und Freundschaft
- Gwaneumjeon (관음전) oder Wontongjeon – Mitgefühl
- Jijangjeon (지장전) oder Myeongbujeon (명부전) – Buddha Jijang gewidmet, der geschworen hat, immer wieder auf die Welt zurückzukehren, und der versucht, die Seelen der Verstorbenen in eine möglichst gute Welt zu führen
- Yeongsanjeon (영산전) oder Palsangjeon (팔상전) – Halle des Unterrichts
- Eungjinjeon (응진전) oder Janggyeonggak (장경각) – Halle der Bewahrung der Lehre. Bibliotheken, Druckplatten
- Josajeon (조사전) – In einer Halle mit diesem Namen wird der Gründer eines Tempels oder einer buddhistischen Konfession verehrt
- Samseonggak (삼성각) – Die Halle ist den 3 Naturgeistern (Sternengott, Berggott, Weisheit) gewidmet. Sie ist ein Ausdruck, dass sich der Buddhismus in Korea relativ stark mit dem in Korea verbreiteten Schamanismus vermischt hat

## Auswahl berühmter Tempel
| Name                | Provinz           |
| ------------------- | ----------------- |
| Gyeingguksa         | Seoul             |
| Gwanneumsa          | Seoul             |
| Doseonsa            | Seoul             |
| Bongeunsa           | Seoul             |
| Yeonghwasa          | Seoul             |
| Jogyesa             | Seoul             |
| Jingwansa           | Seoul             |
| Bogwangsa           | Gyeonggi-do       |
| Bomunsa             | Gyeonggi-do       |
| Jeondeungsa         | Gyeonggi-do       |
| Bongnyeongsa        | Gyeonggi-do       |
| Bongseonsa          | Gyeonggi-do       |
| Silleuksa           | Gyeonggi-do       |
| Yeonjuam            | Gyeonggi-do       |
| Yongjusa            | Gyeonggi-do       |
| Jajaeam             | Gyeonggi-do       |
| Guryongsa           | Gangwon-do        |
| Naksansa            | Gangwon-do        |
| Deungmyeong-nakgasa | Gangwon-do        |
| Samhwasa            | Gangwon-do        |
| Sinheungsa          | Gangwon-do        |
| Oseam               | Gangwon-do        |
| Woljeongsa          | Gangwon-do        |
| Cheongpyeongsa      | Gangwon-do        |
| Beopjusa            | Chungcheongbuk-do |
| Magoksa             | Chungcheongnam-do |
| Sudeoksa            | Chungcheongnam-do |
| Donghwasa           | Gyeongsangbuk-do  |
| Pagyesa             | Gyeongsangbuk-do  |
| Bogyeongsa          | Gyeongsangbuk-do  |
| Buseoksa            | Gyeongsangbuk-do  |
| Bulguksa            | Gyeongsangbuk-do  |
| Seokguram           | Gyeongsangbuk-do  |
| Jikjisa             | Gyeongsangbuk-do  |
| Unmunsa             | Gyeongsangbuk-do  |
| Beomeosa            | Gyeongsangnam-do  |
| Ssanggyesa          | Gyeongsangnam-do  |
| Tongdosa            | Gyeongsangnam-do  |
| Haeinsa             | Gyeongsangnam-do  |
| Geumsansa           | Jeollabuk-do      |
| Naesosa             | Jeollabuk-do      |
| Seonunsa            | Jeollabuk-do      |
| Silsangsa           | Jeollabuk-do      |
| Daedunsa            | Jeollanam-do      |
| Mihwangsa           | Jeollanam-do      |
| Baengnyeonsa        | Jeollanam-do      |
| Baegyangsa          | Jeollanam-do      |
| Songwangsa          | Jeollanam-do      |
| Hwaeomsa            | Jeollanam-do      |
| Gwaneumsa           | Jeju-do           |
| An’guksa            | P’yŏngan-namdo    |

Weitere Beispiele: Bunhwangsa, Cheonchuksa, Goransa, Gwanchoksa, Jeongnimsa, Mireuksa.

## Bildergalerie

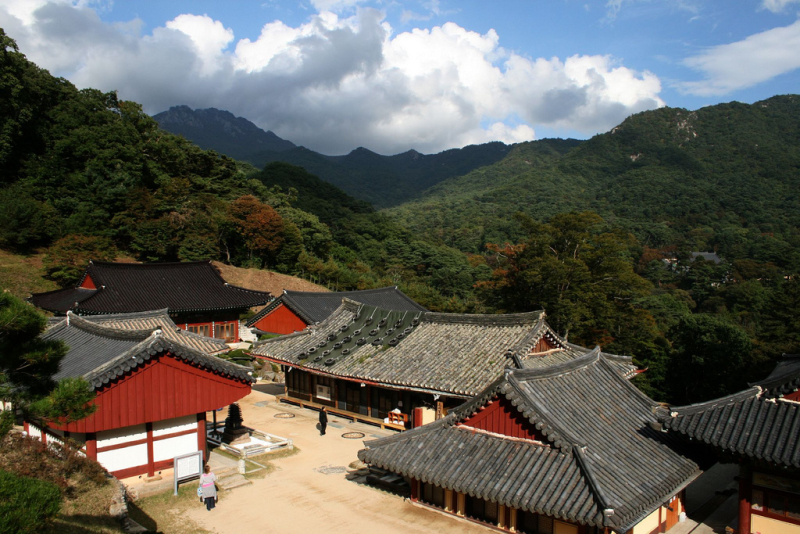
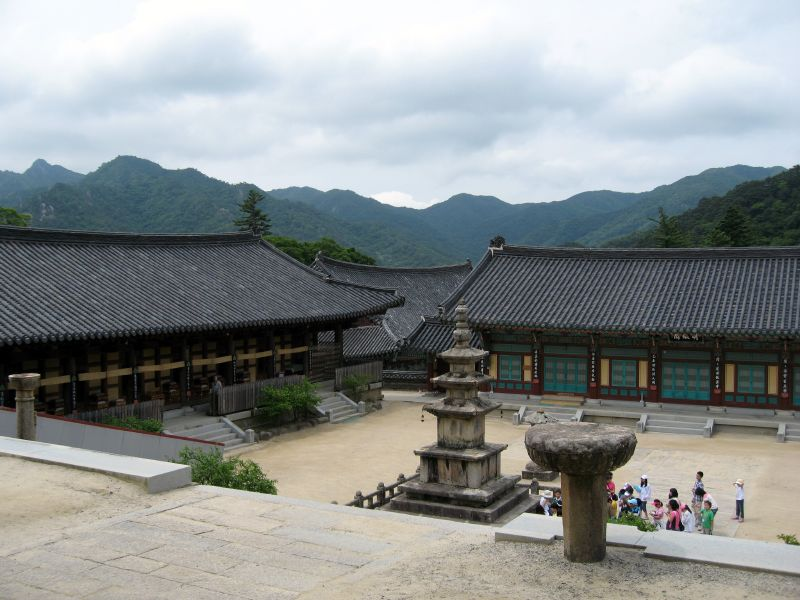
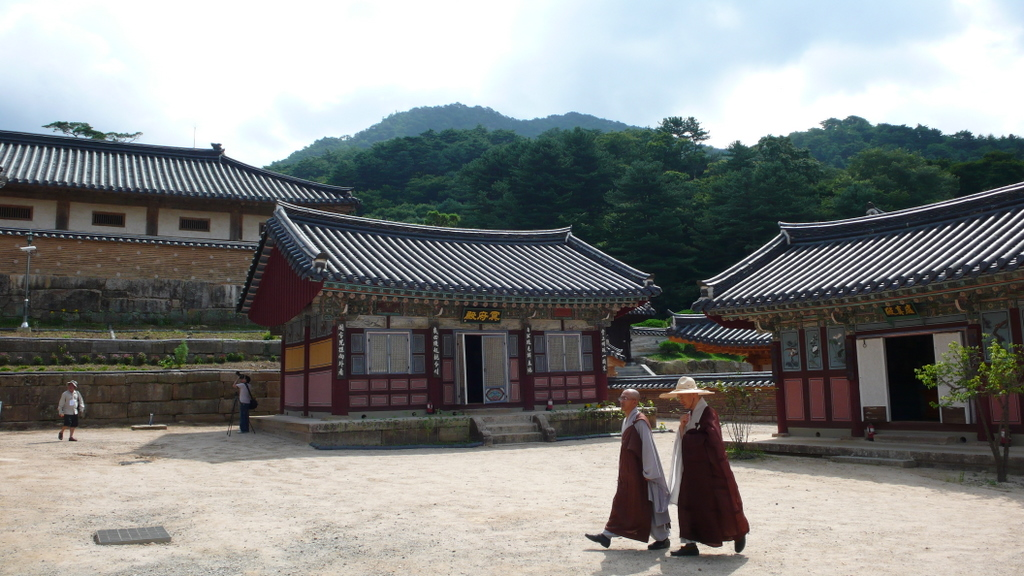
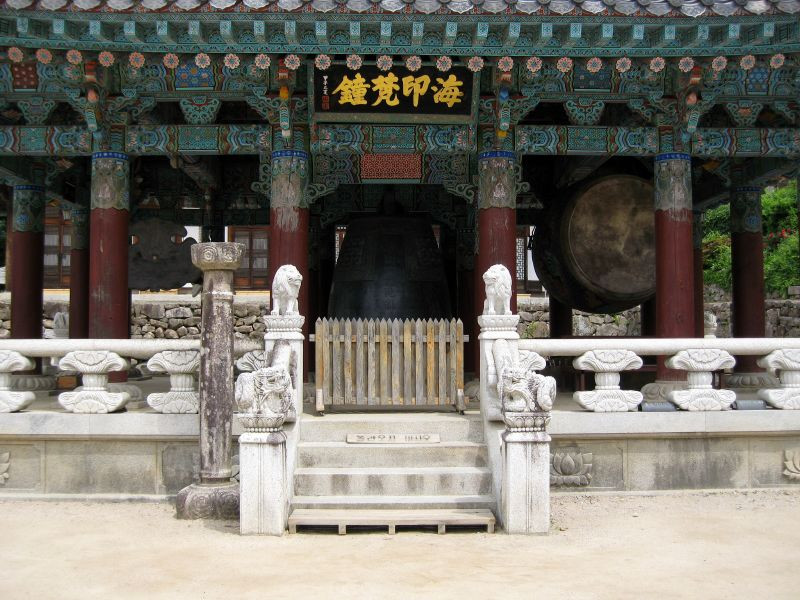
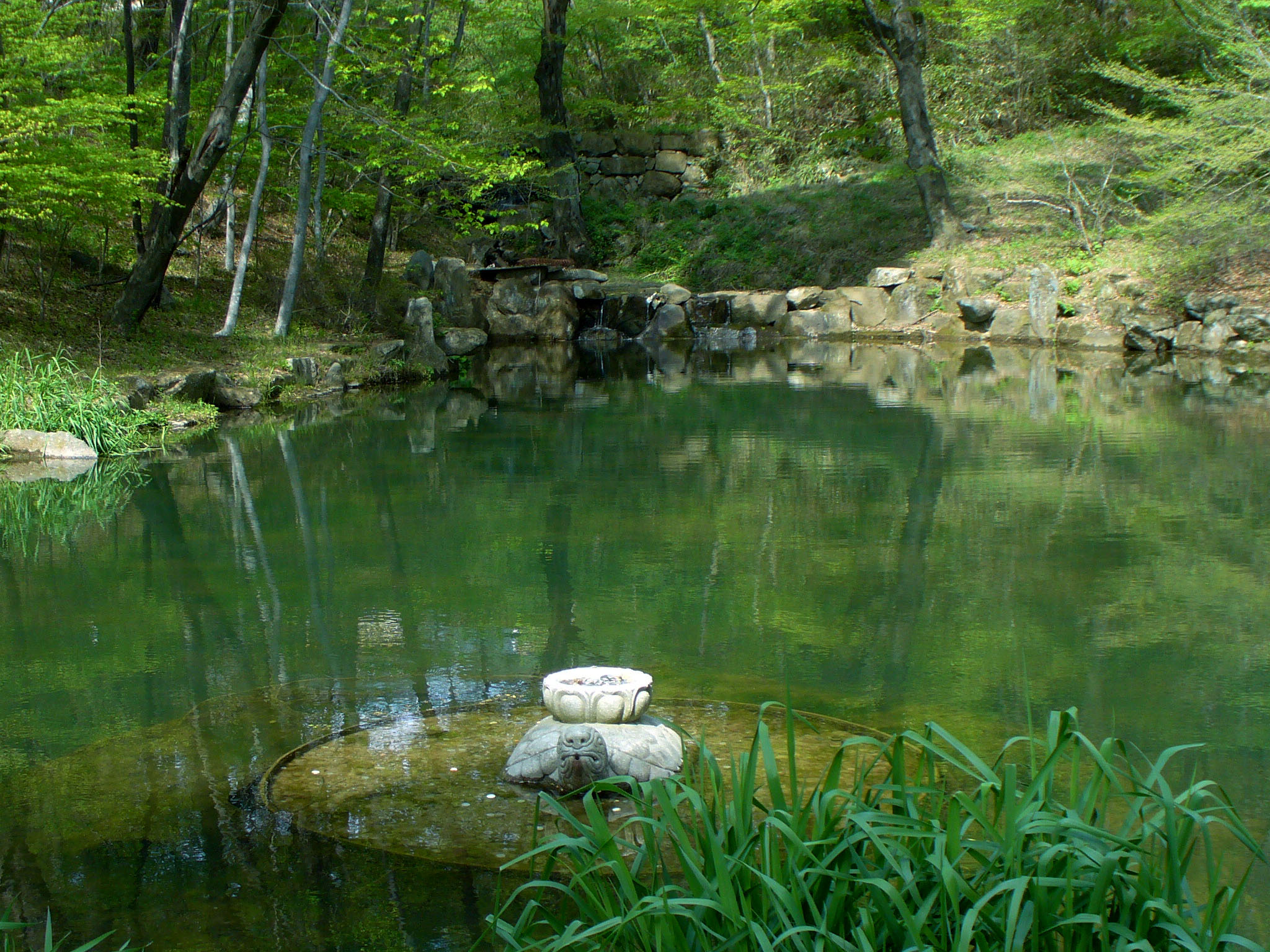